# Зимова фантазія (фільм)
«Зимова фантазія» (англ. Winter's Tale) — американська фентезійна драма режисера, продюсера і сценариста Аківи Ґолдсмана, знята на основі однойменного роману Марка Гелпріна. У головних ролях зіграли Колін Фаррелл, Рассел Кроу, Джессіка Браун Фіндлей. Прем'єра фільму відбулася 13 лютого 2014 року.

## Сюжет
Пітер Лейк звичайний злодюжка, який одного разу прокрався у чергову квартиру, де планує награбувати. Проте там він зустрічає Беверлі і закохується в неї. Але він не знав, що вона помирає від туберкульозу, а ще за його голову призначено нагороду — за Пітером полює його колишній бос Перлі Сомс. Скинувши з мосту, Перлі вбиває Пітера, проте він перероджується.

## У ролях
| Актор                  | Ім'я персонажа                         | Роль                 |
| ---------------------- | -------------------------------------- | -------------------- |
| Колін Фаррелл          | Пітер Лейк англ. Peter Lake            | злодій               |
| Джессіка Браун Фіндлей | Беверлі Пенн англ. Beverly Penn        | кохана Пітера        |
| Рассел Кроу            | Перлі Сомс англ. Pearly Soames         | ірландський ґанґстер |
| Вілл Сміт              | —                                      | суддя                |
| Дженніфер Коннеллі     | Вірджинія Ґеймлі англ. Virginia Gamely |                      |
| Вільям Герт            | Ісаак Пенн англ. Isaac Penn            |                      |
| Меттью Бомер           | —                                      | батько Пітера        |
| Фінн Віттрок           | Габріель англ. Gabriel                 |                      |
| Кевін Дюранд           | Цезар Тан англ. Cesar Tan              |                      |

## Сприйняття

### Критика
Станом на 12 лютого 2014 року рейтинг очікування фільму на сайті Rotten Tomatoes становив 94 % з 12,718 голосів, на сайті Кінострічка.com — 100 % (2 голоси), на Kino-teatr.ua — 100 % (3 голоси).
Фільм отримав здебільшого негативні відгуки: Rotten Tomatoes дав оцінку 14 % на основі 97 відгуків від критиків (середня оцінка 3,6/10) і 53 % від глядачів із середньою оцінкою 3,2/5 (15,313 голосів). Загалом на сайті фільми має негативний рейтинг, фільму зарахований «гнилий помідор» від кінокритиків і «розсипаний попкорн» від глядачів, Internet Movie Database — 6,0/10 (1 824 голоси), Metacritic — 31/100 (33 відгуки критиків) і 4,3/10 від глядачів (14 голосів). Загалом на цьому ресурсі від критиків фільм отримав негативні відгуки, а від глядачів — змішані.

### Касові збори
Під час показу у США, що розпочався 14 лютого 2014 року, протягом першого тижня фільм був показаний у 2,965 кінотеатрах і зібрав 7,785,000 $, що на той час дозволило йому зайняти 7 місце серед усіх прем'єр. Станом на 16 лютого 2014 року показ фільму триває 3 дні (0,4 тижня) і за цей час фільм зібрав у прокаті у США 7,785,000  доларів США.

### Виноски
1. 1 2  Зимова фантазія. Kino-teatr.ua. Архів оригіналу за 22 лютого 2014. Процитовано 12 лютого 2014.
2. 1 2  Winter's Tale (англ.). Box Office Mojo. Архів оригіналу за 23 серпня 2013. Процитовано 17 лютого 2013.
3. 1 2  Winter's Tale (англ.). The Numbers. Архів оригіналу за 23 лютого 2014. Процитовано 17 лютого 2014.
4. ↑  Winter's Tale: Release Info (англ.). Internet Movie Database. Архів оригіналу за 22 березня 2014. Процитовано 23 січня 2014.
5. ↑  Зимова фантазія. Кінострічка.com. Архів оригіналу за 22 лютого 2014. Процитовано 12 лютого 2013.
6. ↑  Winter's Tale (англ.). Rotten Tomatoes. Архів оригіналу за 20 лютого 2014. Процитовано 17 лютого 2014.
7. ↑  Winter's Tale (англ.). Internet Movie Database. Архів оригіналу за 15 лютого 2014. Процитовано 17 лютого 2014.
8. ↑  Winter's Tale (англ.). Metacritic. Архів оригіналу за 14 лютого 2014. Процитовано 17 лютого 2014.